# One Shot 1983
One Shot 1983 - Le più belle canzoni dell'anno! è la quarta raccolta di canzoni degli anni '80, pubblicata in Italia dalla Universal Music Italia srl su CD (catalogo 024 9 83195 6) nel 2005, appartenente alla serie One Shot 'aaaa', che fa parte della più vasta collana denominata One Shot.

## Il disco
Le versioni proposte sono tutte rimasterizzazioni digitali a 24 bit delle edizioni originali.

## Tracce
Il primo è l'anno di pubblicazione del singolo, il secondo quello dell'album; altrimenti coincidono.

### CD 1
1. Frankie Goes to Hollywood – Relax (Come Fighting) (album version) – 3:54 (testo: Holly Johnson – musica: Holly Johnson, Mark O'Toole, Peter Gill) – 1983, 1984
2. Eurythmics – Sweet Dreams (Are Made of This) (maxi single version) – 4:52 (Annie Lennox, Dave Stewart) – 1983
3. Heaven 17 – Let Me Go – 4:15 (Ian Craig Marsh, Martyn Ware, Glenn Gregory) – 1982, 1983
4. Tears for Fears – Change (album version) – 4:13 (Roland Orzabal) – 1983
5. Industry – State of the Nation (single version) – 3:39 (Jon Carin, Mercury Caronia) – 1983, 1984
6. Yes – Owner of a Lonely Heart (album version) – 4:26 (Trevor Rabin, Trevor Horn, Jon Anderson, Chris Squire) – 1983
7. Paul Young – Wherever I Lay My Hat (That's My Home) – 4:10 (Marvin Gaye, Barrett Strong, Norman Whitfield) – 1983
8. The Romantics – Talking in Your Sleep – 3:54 (George Candler, Jimmy Marinos, Wally Palamar, Mike Skill, Peter Solley) – 1983
9. The Greg Kihn Band – Jeopardy – 3:48 (Greg Kihn) – 1983
10. Howard Jones – What Is Love? – 3:40 (testo: William Bryant, Howard Jones – musica: Howard Jones) – 1983, 1984
11. Re-Flex – The Politics of Dancing (long single version) – 4:15 (Paul Fishman) – 1983
12. Yazoo – Don't Go (album version) – 3:01 (Vincent Clarke) – 1982
13. The Twins – Ballet Dancer – 3:26 (testo: Ronny Schreinzer – musica: Sven Dohrow) – 1983
14. Real Life – Send Me an Angel – 3:51 (testo: David Thomas Sterry – musica: Richard Zatorski) – 1983
15. A Flock of Seagulls – Wishing (If I Had a Photograph of You) (album version) – 5:30 (A Flock of Seagulls) – 1982, 1983
16. Fiction Factory – (Feels Like) Heaven – 3:29 (Eddie Jordan, Kevin Patterson) – 1983, 1984
17. The Lotus Eaters – The First Picture of You – 5:28 (Peter Coyle, Jeremy Kelly, Gerald Quinn) – 1983, 1984
18. Bonnie Tyler – Total Eclipse of the Heart (album version) – 6:56 (Jim Steinman) – 1983

Durata totale: 76:47

### CD 2
1. Cyndi Lauper – Girls Just Want to Have Fun – 3:45 (Robert Hazard) – 1983
2. Irene Cara – Flashdance... What a Feeling – 3:52 (testo: Keith Forsey, Irene Cara – musica: Giorgio Moroder) – 1983
3. Gazebo – I Like Chopin (single version) – 4:08 (testo: Paul Mazzolini – musica: Pierluigi Giombini) – 1983
4. Jimmy Cliff – Reggae Night – 5:21 (La Toya Jackson, Amir Salaam Bayyan) – 1983
5. Lionel Richie – All Night Long (All Night) (album version) – 6:23 (Lionel Richie) – 1983
6. Michael Sembello – Maniac (soundtrack version) – 4:01 (Michael Sembello, Dennis Matkosky) – 1983
7. P. Lion – Happy Children (edited version) – 3:00 (Pietro Paolo Pelandi) – 1983, 1984
8. Nik Kershaw – I Won't Let the Sun Go Down on Me – 3:15 (Nik Kershaw) – 1983, 1984
9. Ad Visser, Daniel Sahuleka – Giddyap a Gogo (12" version) – 4:51 (Ad Visser) – 1982
10. Nena – 99 Luftballons – 3:50 (testo: Carlo Karges – musica: Jörn-Uwe Fahrenkrog-Petersen) – 1983
11. Naked Eyes – (There's) Always Something There to Remind Me (album version) – 3:40 (Burt Bacharach, Hal David) – 1983
12. Huey Lewis and the News – I Want a New Drug (album version) – 4:45 (Chris Hayes, Huey Lewis) – 1984, 1983
13. Big Country – In a Big Country (album version) – 4:42 (Big Country) – 1983
14. Bananarama – Cruel Summer – 3:29 (Bananarama, Steve Jolley, Tony Swain) – 1983, 1984
15. Joan Armatrading – Drop the Pilot – 3:36 (Joan Armatrading) – 1983
16. Oliver Cheatham – Get Down Saturday Night – 4:02 (Oliver Cheatham, Kevin McCord) – 1983
17. Frank Stallone – Far from Over (in Staying Alive) – 3:54 (Frank Stallone, Vince DiCola) – 1983
18. Cook da Books – Your Eyes – 4:42 (Vladimir Cosma, Jeff Jordan) – 1982

Durata totale: 75:16